# René de Prie
René de Prie (Touraine, 1451 -  La Vieille-Lyre, 9 september 1519) was een Frans kardinaal.

## Biografie
René was de zoon van Antoine de Prie, baron van Buzançais, en Madeleine d’Amboise. Zijn kerkelijke carrière dankte hij aan zijn neef, kardinaal Georges I d’Amboise. Zo werd hij benoemd tot aartsdiaken van Bourges en Blois en ontving hij daarnaast diverse abdijen in commendam.
In augustus 1498 werd hij gekozen tot bisschop van Bayeux, een positie die hij aanhield tot 1516. 
Op 18 december 1506 volgde zijn benoeming tot kardinaal-priester met de titelkerk Santa Lucia in Septisolio. 
In 1510 sloot hij zich aan bij de opstandige kardinalen Guillaume de Briçonnet, Federico Sanseverino, Francisco de Borja en Bernardino López de Carvajal, die zich tegen paus Julius II keerden en opkwamen voor de Franse belangen in Noord-Italië. De kardinalen riepen op tot een concilie in Pisa, dat zou plaatsvinden eind 1511. Als reactie hierop werd René, evenals de andere kardinalen, door paus Julius II op 24 oktober 1511 uit hun kardinaalsambt gezet en geëxcommuniceerd.
Door zijn optreden bleef René in aanzien staan van Lodewijk XII van Frankrijk en was hij ook een van de Franse geestelijken die voorgingen tijdens de begrafenis van Anna van Bretagne, koningin van Frankrijk. Ook zou hij de mis leiden bij het huwelijk van Lodewijk XII met Maria Tudor (1496-1533) in september 1514.
Op 24 april 1514 werd René door paus Leo X, die Julius II was opgevolgd, gerehabiliteerd nadat hij het concilie van Pisa had afgekeurd.
René de Prie overleed op 9 september 1519 in de abdij Notre-Dame de Lyre in de buurt van Évreux. Hij werd begraven in de Cisterciënzer abdij van Notre-Dame de la Prée in Bourges. 